# Edmond (pièce de théâtre)
Pour les articles homonymes, voir Edmond.
Edmond est une pièce de théâtre d'Alexis Michalik créée au Théâtre du Palais Royal, à Paris, en 2016. C'est une pièce comique qui retrace, avec quelques libertés, la fin de l'élaboration par le dramaturge français Edmond Rostand de sa pièce de théâtre fameuse, Cyrano de Bergerac, en 1897. La pièce est récompensée lors des Molières 2017. Adapté d'un scénario de film, qui dans un premier temps, ne trouve pas de réalisateur, le film est finalement monté grâce au succès de la pièce. Une adaptation en bande dessinée voit également le jour.

## Intrigue
Edmond Rostand est un jeune dramaturge de 29 ans encore peu connu du public. Sa dernière tragédie, La Princesse lointaine, dans laquelle Sarah Bernhardt tient le premier rôle, ne remporte qu'un succès mitigé. Tous le poussent à abandonner l'écriture en vers, jugée trop démodée, et à écrire des vaudevilles comme ceux de Georges Feydeau qui font un triomphe. Mais Edmond n'est pas un poète de son temps. Alors que plus personne ne croit en lui et qu'il n'a pas un sou en poche, il a la folie de se lancer dans l'écriture d'une nouvelle pièce en alexandrins. Il parvient à gagner le soutien du grand comédien Coquelin, qui accepte d'incarner le personnage principal de sa pièce, un gentilhomme gascon avec un grand nez. Son nom : Cyrano de Bergerac.

## Fiche technique
- Mise en scène : Alexis Michalik
- Scénographie : Juliette Azzopardi
- Costumes : Marion Rebmann
- Musique : Romain Trouillet
- Lumières : Arnaud Jung
- Production : Théâtre du Palais Royal

## Distribution double
- Guillaume Sentou ou Benjamin Wangermee : Edmond Rostand
- Anna Mihalcea ou Fannie Outeiro  : Rosemonde Gérard
- Christian Mulot ou Éric Mariotto : Ange, Clarétie…
- Christine Bonnard ou Fabienne Galula ou Sandra Dorset : Maria Legault, Jacqueline
- Jean-Michel Martial ou Augustin Ruhabura ou Eriq Ebouaney : M. Honoré…
- Kevin Garnichat ou Adrien Melin ou Éric Pucheu ou Cyril Descours ou Lionel Erdogan : Léonidas Volny
- Nathan Dunglas ou Benoît Cauden  : Feydeau…
- Pierre Bénézit ou Christophe Canard  : Marcel Floury…
- Pierre Forest ou Jacques Bourgaux : Coquelin
- Régis Vallée ou Ary Gabison : Jean Coquelin, Courteline…
- Stéphanie Caillol ou Raphaële Volkoff ou Jeanne Guittet : Jeanne d'Alcy
- Valérie Vogt ou Valérie Baurens  : Sarah Bernhardt…

## Genèse
Alexis Michalik conçoit d'abord un scénario de film, mais le projet n'avance pas faute de réalisateur intéressé et de fonds suffisants. Quelque temps après, au cours d'un séjour à Londres, Michalik assiste à une pièce de théâtre adaptée du film Shakespeare in Love (qui raconte l'élaboration par William Shakespeare de sa tragédie Roméo et Juliette). Cela lui donne l'idée de transformer son scénario en pièce de théâtre. Il obtient l'autorisation de ses producteurs, puis monte la pièce au théâtre du Palais-Royal. C'est l'occasion pour lui de corriger en profondeur son scénario et de le « tester ».

## Accueil critique
Sur le blog Coup de théâtre, Judith Sibony salue dans Edmond « une comédie joyeuse et remplie de bons mots » qui « tourne en dérision la notion même d'auteur à succès, mettant à distance – peut-être pour donner à y réfléchir – cette abyssale notion de succès. »
Dans l'hebdomadaire culturel Télérama, Emmanuelle Bouchez livre une critique favorable de la pièce, dont elle apprécie le rythme et la capacité à reconstituer à la fois les débuts d'Edmond Rostand et toute une époque de l'histoire du théâtre français. Elle lui reproche cependant quelques entorses à la chronologie réelle (Ravel y est montré en train de réfléchir à son fameux Boléro, qu'il ne compose en réalité que trente ans plus tard) et quelques cabotinages ou effets trop appuyés, quoiqu'elle trouve les acteurs globalement convaincants.
Dans Libération, Philippe Lançon est plus réservé : il voit dans Edmond une « pochade bien-pensante, pleine de clichés, plutôt mal jouée mais bien ficelée, qui fait les beaux jours du Théâtre du Palais-Royal et qui [...] alimente sa gloire, sinon sa postérité. » Selon lui, le spectacle, « écrit et monté comme un vaudeville », « replie le personnage de Cyrano sur celui de Rostand », ce qui rend la pièce moins intéressante à ses yeux que le Cyrano de Bergerac de Rostand, puisque Cyrano est un personnage qui échoue et évoque chez chaque spectateur la part d'échec qu'il recèle, tandis que le Rostand de Michalik semble condamné au succès. La pièce multiplie à ses yeux les clichés, « tant qu’on ne sait plus trop si c’est par faiblesse ou pour faire caricature d’époque. » Lançon remarque aussi quelques libertés prises avec la réalité historique : la pièce montre Rostand n'ayant encore aucune idée de sujet pour sa pièce un mois avant la première, alors qu'en réalité Rostand s'intéressait à Cyrano de Bergerac depuis ses années de lycée.

## Distinctions
En 2017, Edmond remporte cinq récompenses lors des Molières :
- Molière du théâtre privé
- Molière de l'auteur francophone vivant pour Alexis Michalik
- Molière du metteur en scène d’un spectacle de théâtre privé pour Alexis Michalik
- Molière du comédien dans un second rôle pour Pierre Forest
- Molière de la révélation masculine pour Guillaume Sentou

La pièce est finaliste pour le Molière du meilleur spectacle comique et pour le Molière de la création visuelle.

## Postérité

### Bande dessinée
Edmond fait l'objet d'une adaptation en bande dessinée scénarisée par Alexis Michalik et Léonard Chemineau et dessinée par Léonard Chemineau, parue aux éditions Rue de Sèvres fin 2018.

### Cinéma
Le succès de la pièce permet le tournage du scénario d'origine. Edmond, réalisé par Alexis Michalik, sort en janvier 2019, avec un casting composé de Thomas Solivéres, Olivier Gourmet, Mathilde Seigner et Clémentine Célarié. 